# Topsportcentrum Rotterdam
El Topsportcentrum Róterdam (en neerlandés: Topsportcentrum Rotterdam) es un pabellón deportivo situado en Róterdam justo al lado del Estadio Feijenoord. El recinto deportivo fue inaugurado en el 2000 y tiene una capacidad de 2500 asientos albergando muchos eventos deportivos en varios deportes (como baloncesto o voleibol) y niveles como Campeonatos Mundiales internacionales y europeos, así como campeonatos nacionales holandeses. El complejo comprende dos salas deportivas. La primera de ellos está situada en el primer piso y es 48x28 metros, mientras que el campo de juego es de 40x20 metros. En la segunda planta hay otro polideportivo de 44x24 metros.